# ハート・オブ・サンデー
『ハート・オブ・サンデー』は、TOKYO FMの制作によりJFN系列全国ネットで1989年4月2日から2016年3月27日まで放送されていた洋楽専門のラジオ番組である。キユーピーの一社提供、正式タイトルは「KEWPIE HEART OF SUNDAY」。

## 概要
『ハート・オブ・サンデー』という架空の本に基づき、毎週一つのテーマに沿った洋楽曲を放送していく番組だった。
2007年4月より番組サイトをリニューアル。リスナーからのリクエストなどを受け付けるようになっていた。
番組内容は全国一律であるが、TOKYO FMのみ放送終了時に後時間の番組の紹介があった（他局でも流れるBGMの上にナレーションが入っていた）。
番組中、CMとしてキユーピー・アヲハタ製品を使った、簡単な調理レシピを紹介するものだった。また、そのレシピは本番組の公式サイトでも閲覧が可能だった（かつてはFAXで取り出せるようにもなっていた）。
放送開始から1994年3月27日までのパーソナリティは城之内ミサ、同年4月3日からは20年の長きに亘りnonaがパーソナリティを務めた。そして2014年4月6日からはパーソナリティがMay J.に交代され、同時にジングルも廃止された。nona時代は2・3曲かけたのちにジングルに乗せてテーマ・曲紹介（曲と曲の間およびCM直前・直後）を行っていたが、May J.時代は他番組同様に曲のイントロもしくは途中に被せて曲紹介を行うスタイルに変更された。

## 番組の歴史
- 2001年4月1日の放送分から、時報後にネットワークジングル（JFN共通ジングル）が流れてから開始する。
- 2007年3月25日、FM石川ではこの日発生した能登半島地震関連の報道特別番組を石川ローカルで放送したため急遽ネット返上。
- 2011年3月13日、2日前に発生した東日本大震災の報道特別番組を放送したため、急遽休止。
- 2016年3月6日、May J.によって同月いっぱいでの放送終了が発表され、同月27日の放送分をもって27年の歴史に幕を下ろした。

## パーソナリティ
- 城之内ミサ（放送開始 - 1994年3月27日）
- nona（1994年4月3日 - 2014年3月30日、2005年1月16日までは舘野美穂名義[1]）
- May J.（2014年4月6日 - 放送終了）

## ネット局
JFN系列全国38局ネット。2016年3月27日の放送終了時点。
| 放送対象地域   | 放送局                  | 備考                                          |
| -------------- | ----------------------- | --------------------------------------------- |
| 東京都         | TOKYO FM                | 制作局                                        |
| 北海道         | AIR-G'                  |                                               |
| 青森県         | AFB                     |                                               |
| 岩手県         | FM IWATE                |                                               |
| 宮城県         | Date fm                 |                                               |
| 秋田県         | AFM                     |                                               |
| 山形県         | Rhythm station          | 開局2日目の1989年4月2日に 本番組の第1回を放送 |
| 福島県         | ふくしまFM              | 開局当日の1995年10月1日から                   |
| 栃木県         | RADIO BERRY             | 開局3日目の1994年4月3日から                   |
| 群馬県         | FMぐんま                |                                               |
| 新潟県         | FM-NIIGATA              |                                               |
| 富山県         | FMとやま                |                                               |
| 石川県         | HELLO FIVE              | 開局当日の1990年4月1日から                    |
| 福井県         | FM福井                  |                                               |
| 長野県         | FM長野                  |                                               |
| 岐阜県         | FM GIFU                 | 開局当日の2001年4月1日から                    |
| 静岡県         | K-mix                   |                                               |
| 愛知県         | FM愛知                  |                                               |
| 三重県         | レディオキューブ FM三重 |                                               |
| 滋賀県         | e-radio                 | 開局当日の1996年12月1日から                   |
| 大阪府         | FM大阪                  |                                               |
| 兵庫県         | Kiss FM KOBE            | JFN加盟6日目の2003年4月6日から                |
| 鳥取県・島根県 | V-air                   |                                               |
| 岡山県         | FM岡山                  | 開局4日目の1999年4月4日から                   |
| 広島県         | HFM                     |                                               |
| 山口県         | FMY                     |                                               |
| 香川県         | FM香川                  |                                               |
| 徳島県         | FM徳島                  | 開局5日目の1992年4月5日から                   |
| 愛媛県         | FM愛媛                  |                                               |
| 高知県         | Hi-Six                  | 開局5日目の1992年4月5日から                   |
| 福岡県         | FM福岡                  |                                               |
| 佐賀県         | FMS                     | 開局5日目の1992年4月5日から                   |
| 長崎県         | FM長崎                  |                                               |
| 熊本県         | FMK                     |                                               |
| 大分県         | FM大分                  | JFN加盟6日目の1991年10月6日から               |
| 宮崎県         | JOY FM                  |                                               |
| 鹿児島県       | μFM                     | 開局4日目の1992年10月4日から                  |
| 沖縄県         | FM沖縄                  |                                               |

### 放送終了以前に打ち切られたネット局
| 放送対象地域 | 放送局  | 放送時点の系列 | 放送終了時点の系列 | 放送期間            | 備考                            |
| ------------ | ------- | -------------- | ------------------ | ------------------- | ------------------------------- |
| 山梨県       | FM-FUJI | JFN系列        | 独立局             | 放送開始時 - 1993年 | JFN系列脱退のためネット打ち切り |

## エピソード
- 日曜に設定されていた『TOKYO FM LOVE STATION』に、内包されていた。
- かつては雑誌「FM STATION」で本番組と連動したフォトエッセイを掲載していたことがあった。
- 2001年9月に番組公式サイトをスタートするまでは、ファックスによる曲目サービスを行っていた。
- 2004年6月にキユーピーと三菱商事の合弁企業に不祥事が起きたため、6月13日から7月18日放送分までの6週にわたり、CMを流さず55分間ノンストップで音楽を流し続けた（7月25日よりスポンサーに復帰し、CMも再開）。
- 一時期、スペシャルウィーク中に日曜のTOKYO FMの番組のパーソナリティ（放送当時のものも含む ）を務める山下達郎・竹内まりや夫妻やChar、松任谷由実がお気に入りの洋楽を選曲したこともあった。